# Antiblemma addana
Antiblemma addana là một loài bướm đêm trong họ Erebidae.